# Danielle Brooks

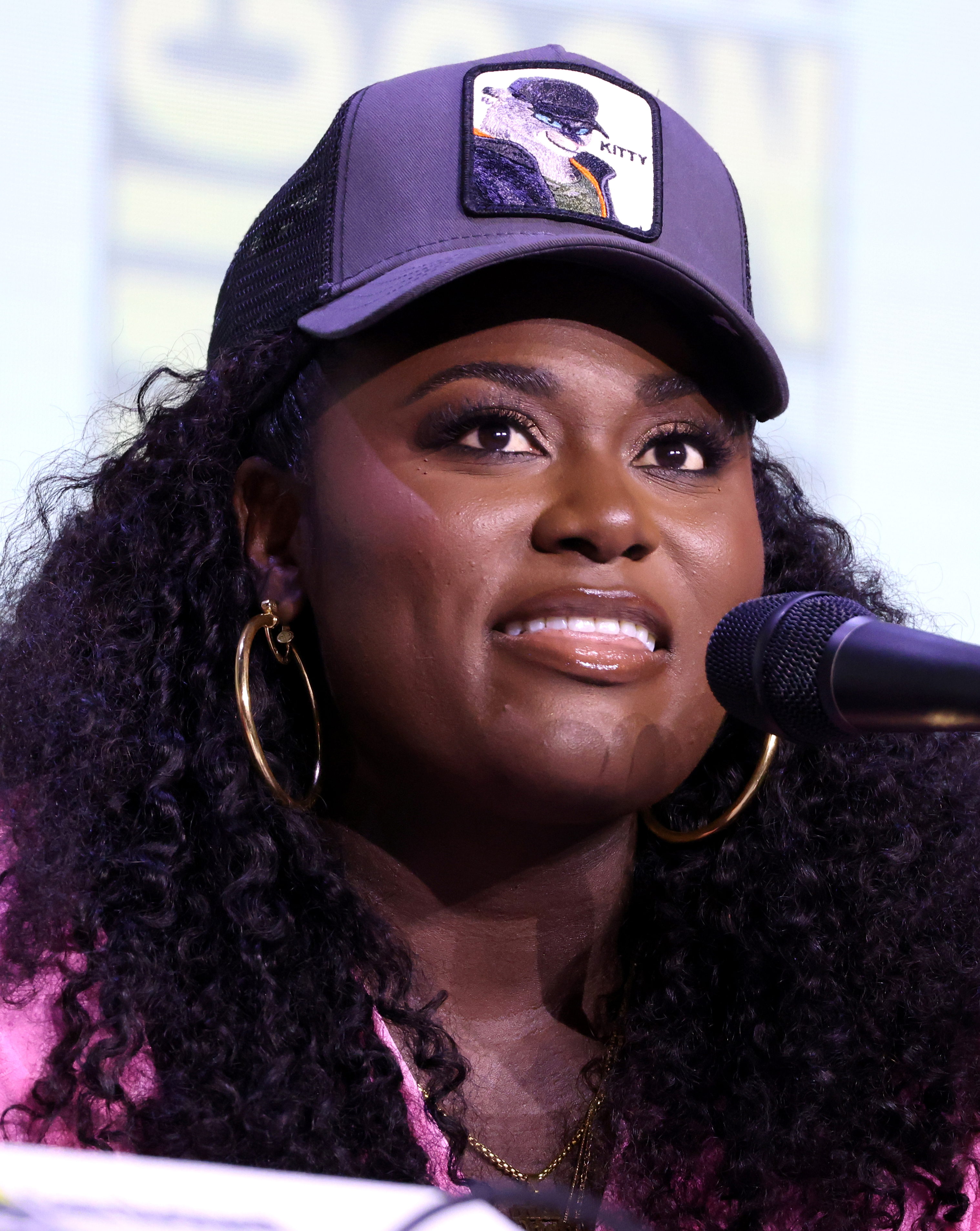
Danielle Brooks (2025)

Danielle Brooks (* 17. September 1989 in Augusta, Georgia) ist eine US-amerikanische Schauspielerin, bekannt durch ihre Verkörperung der Tasha Jefferson in Orange Is the New Black.

## Leben und Karriere
Danielle Brooks wurde in Augusta geboren und wuchs in Greenville im US-Bundesstaat South Carolina auf. Erste Erfahrungen als Sängerin sammelte Brooks in einem Gospelchor. Teile ihrer Schullaufbahn verbrachte sie auf der South Carolina’s Governor’s School for Arts and Humanity. 2011 schloss sie die Juilliard School ab.
Nach ihrem Abschluss an der Juilliard war sie in verschiedenen Produktionen der Shakespeare Theatre Company zu sehen. Ihre erste Fernsehrolle hatte sie 2012 im Film Modern Love inne. Von 2013 bis 2019 verkörperte sie die Tasha „Taystee“ Jefferson in der Netflix-Serie Orange Is the New Black an der Seite von Taylor Schilling. 2014 war sie als erste schwarze Frau in der HBO-Serie Girls zu Gast.
Ihre Nebenrolle als Sofia in dem Filmmusical Die Farbe Lila (2023) brachte ihr unter anderem eine Oscar-Nominierung ein. Im Sommer 2024 wurde Brooks Mitglied der Academy of Motion Picture Arts and Sciences.

## Filmografie (Auswahl)
- 2012: Modern Love
- 2013–2019: Orange Is the New Black (Fernsehserie, 85 Folgen)
- 2014: Girls (Fernsehserie, Folge 3x01)
- 2015: I Dream Too Much
- 2015–2017: Master of None (Fernsehserie, 3 Folgen)
- 2018: Sadie
- 2019: Public's Much Ado About Nothing
- 2019: All the Little Things We Kill
- 2019: Clemency
- 2019: Der Tag wird kommen (The Day Shall Come)
- 2020: Eat Wheaties!
- 2020–2022: Close Enough (Fernsehserie, Stimme)
- 2021: Robin Roberts Presents – Mahalia (Fernsehfilm)
- 2022: Peacemaker (Fernsehserie, 8 Folgen)
- 2023: Die Farbe Lila (The Color Purple)
- 2025: Ein Minecraft Film (A Minecraft Movie)

## Theater (Auswahl)
- 2015: The Color Purple
- 2019: Ain't Too Proud – The Life and Times of The Temptations[5]